# 거울상

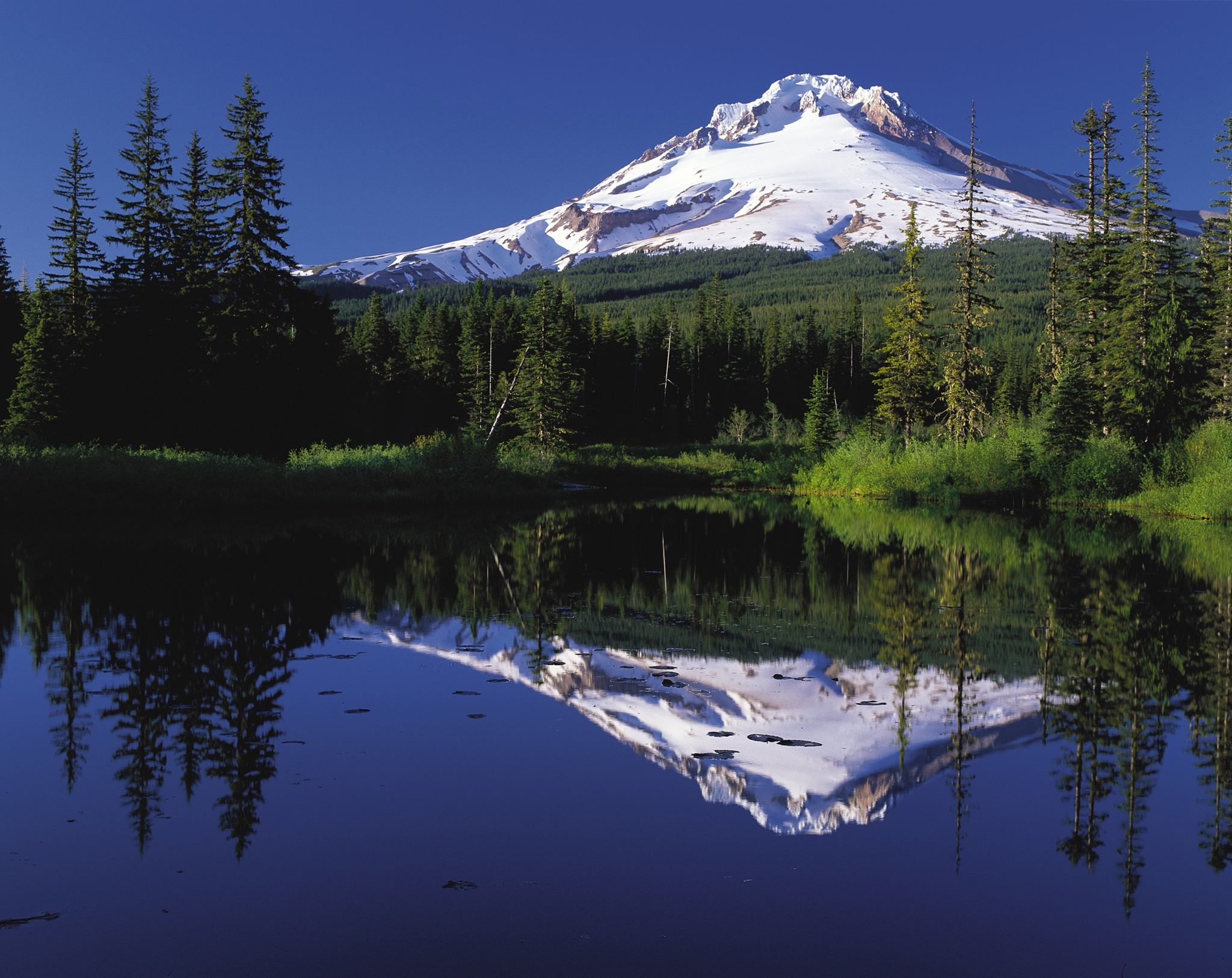
후드산

거울상(거울像) 또는 미러 이미지(mirror image)는 거울에 비친 물체의 상을 가리킨다. 거울 이미지(평면 거울에서)는 서로 동일하게 보이지만 거울 표면에 수직인 방향으로 반대인 물체의 반사 복제이다. 광학 효과로 거울이나 물과 같은 물질의 반사로 인해 발생한다. 또한 기하학의 개념이며 3차원 구조의 개념화 프로세스로 사용할 수 있다.

## 같이 보기
- 광학 이성질체
- 거울 대칭
- 오로라
- 카이랄성
- 손쓰임
- 만화경
- 반사
- 위치벡터